# Andrónico de Cirro
Andrónico de Cirrus (português europeu) ou Andrônico de Cirrus (português brasileiro) foi um astrónomo grego que viveu por volta do Século I a.C..

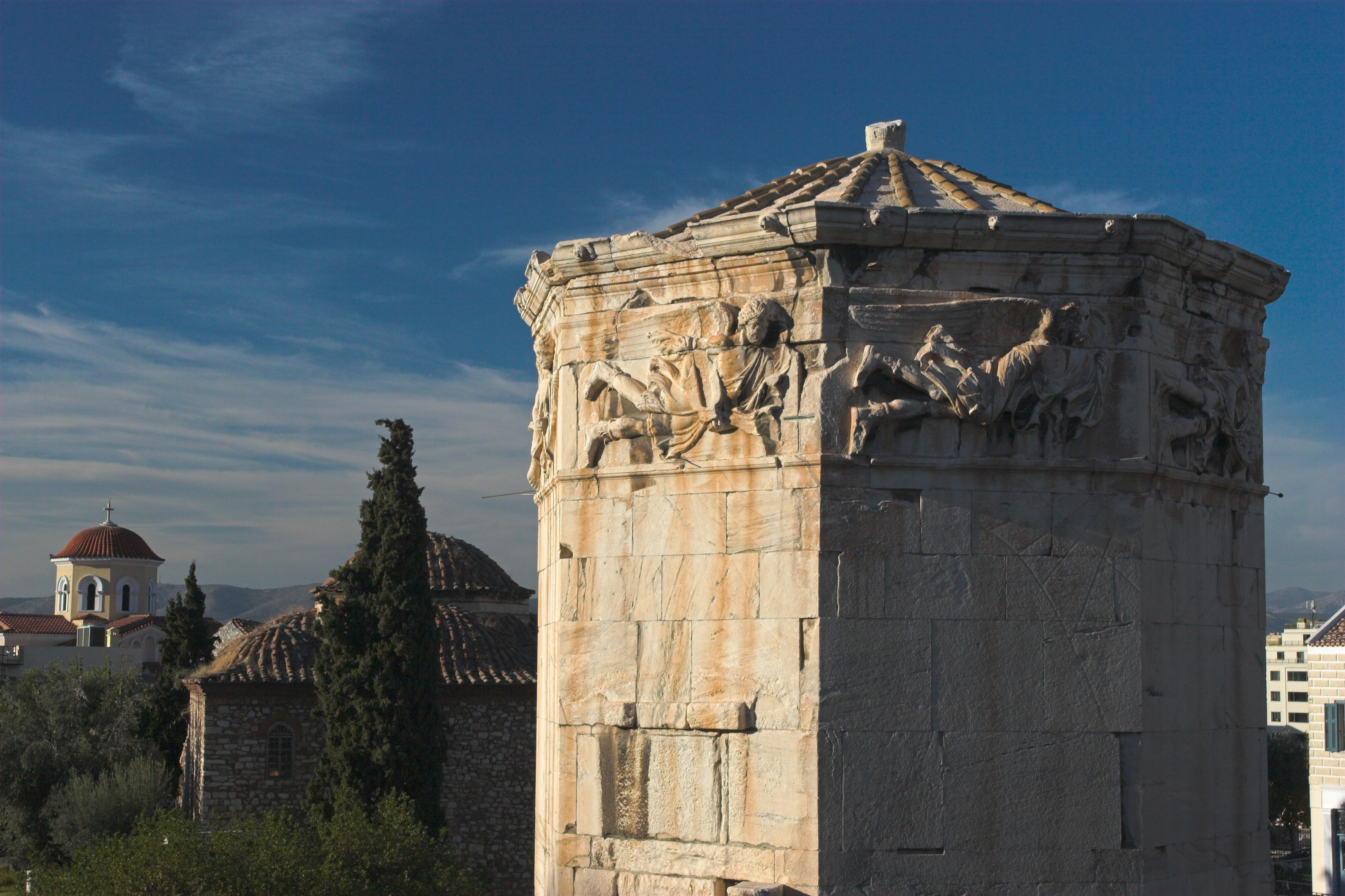
A Torre dos Ventos

Ele foi construtor da "Torre dos Ventos", um monumento arqueológico de Atenas, que tinha a função de fornecer informações aos comerciantes sobre o tempo. Nessa edificação, tinha uma clepsidra (relógio de água) em seu interior e no seu exterior, relógios de sol. Foi considerado o primeiro edifício que uma das funções incluía observações metereológicas. 
1. ↑  Moura, Lilian (Março de 2013). «LILIAN TERESA TORRES CURSINO DE MOURA Práticas de Comunidade Científica: estudo exploratório a partir da escola de Tradutores de Toledo nos séculos XII e XIII» (PDF). Universidade Federal do Rio de Janeiro - Tese de Doutorado. Práticas de Comunidade Científica: estudo exploratório a partir da escola de Tradutores de Toledo nos séculos XII e XIII: p. 156. Consultado em 24 de março de 2025
2. ↑  Viñas, José Miguel (Janeiro/fevereiro/março de 2021). «puntoycoma» (PDF). Puntoycoma. "Puntoycoma"  BOLETÍN DE LOS TRADUCTORES ESPAÑOLES DE LAS INSTITUCIONES DE LA UNIÓN EUROPEA Bruselas y Luxemburgo (169): p. 28. Consultado em 24 de março de 2025 line feed character character in |periódico= at position 14 (ajuda); Verifique data em: |data= (ajuda)